# John Stevenson (homme politique britannique)
Pour les articles homonymes, voir John Stevenson.
Andrew John Stevenson (né le 4 juillet 1963) est un homme politique du Parti conservateur britannique et un avocat qui est député de Carlisle de 2010 à 2024. 

## Jeunesse
Stevenson fait ses études à l'Aberdeen Grammar School et est diplômé de l'Université de Dundee en histoire et en politique. Il étudie le droit au Chester College avant de se qualifier en tant qu'avocat. Il est ensuite associé du cabinet d'avocats Bendles basé dans le centre de Carlisle. 

## Carrière politique
Stevenson se présente sans succès comme candidat conservateur dans le quartier Denton Holme au conseil municipal de Carlisle en mai 1998, avant d'être élu dans un autre quartier un an plus tard. Il est élu pour la première fois en tant que conseiller conservateur au conseil municipal de Carlisle en mai 1999, pour Stanwix Urban - un quartier de banlieue à la périphérie nord de la ville. Il démissionne de ses fonctions de conseiller le 2 août 2010, peu de temps après son élection en tant que député et son parti remporte l'élection partielle qui a suivi. Il est président de la Carlisle Constituency Association ainsi que de Penrith and the Border. Il est le président des conservateurs de North Cumbria qui est une fédération des quatre circonscriptions de North Cumbria. 
Il est élu pour la première fois aux élections générales de 2010 en tant que député de Carlisle, remportant le siège sur le Parti travailliste après le départ du député sortant Eric Martlew. Il est réélu en 2015, 2017 et 2019.
Au Parlement, Stevenson siège aux comités des normes et des privilèges, après avoir siégé au comité de l'administration publique et des affaires constitutionnelles, au comité du logement, des communautés et du gouvernement local, au comité des affaires écossaises et à la commission sur le projet de loi sur la réforme de la Chambre des lords (comité mixte).         
Stevenson est opposé au Brexit avant le référendum de 2016 . Il contribue à la première défaite du gouvernement conservateur sur le Brexit en décembre 2017 lorsqu'il refuse de voter contre l'amendement de Dominic Grieve exigeant que le Parlement vote sur l'accord final concernant le départ du Royaume-Uni de l'Union européenne,. À la suite de l'élection de Boris Johnson à la tête du Parti conservateur, Stevenson change d'avis sur la possibilité d'une sortie No Deal de l'UE en disant "cela pourrait bien devenir la seule solution". 

## Vie privée
Stevenson vit dans le village de Great Corby, qui est proche de Carlisle. Il est marié à Tracy Nixon lors d'une cérémonie de l'Église d'Écosse à Carlisle en 2013. 